# سید محمدهاشم خوانساری
سید محمدهاشم خوانساری چهارسوقی (۱۳۱۸–۱۲۳۵ ق) فقیه و مرجع تقلید که در حدود سی سال مرجع تقلید بوده است. ایشان تحصیلات خود را در خوانسار نزد پدرش زین‌العابدین خوانساری و برادرش سید محمدباقر خوانساری آغاز کرد سپس چندسالی با حضور در درس مرتضی انصاری در شهر نجف اجازه اجتهاد کسب نمود.

## زندگی
میرزا هاشم خوانساری، فرزند میرزا زین‌العابدین خوانساری (درگذشته ۱۲۷۵ ق) در سال ۱۲۳۵ ق در خوانسار به دنیا آمد. تحصیلات خود را ابتدا نزد پدرش زین‌العابدین خوانساری و برادرش سید محمدباقر خوانساری (صاحب روضات الجنات، درگذشته ۱۳۱۳ ق) آغاز کرد و پس از درگذشت پدربزرگ خود ابوالقاسم جعفر بن حسین خوانساری مشهور به میرصغیر همراه با خانواده به اصفهان مهاجرت کردند.
در اصفهان از درس سید حسن مدرس، سید صدرالدین عاملی و حاجی کرباسی استفاده نمود. در نهایت در سن ۲۶ سالگی از سید حسن مدرس، اجازه روایت و اجتهاد گرفت.
ایشان در سال ۱۲۷۴ هجری قمری به نجف اشرف نقل مکان کرد و چندسالی با حضور در درس مرتضی انصاری اجازه اجتهاد را از او نیز کسب کرد سپس به اصفهان بازگشت.
خوانساری، حدود سی سال در بخشی از ایران مرجع تقلید شیعیان بود. ناصرالدین شاه به وی توجه داشت و در بازگشت او از سفر مشهد به دستور شاه، مردم تهران از او استقبال کردند.

در سال ۱۳۱۸ هجری قمری در مسیر سفر به کعبه در زمانی که قصد داشت ابتدا به زیارت عتبات عالیات برود در نجف بیمار شد و همان‌جا درگذشت و در قبرستان وادی‌السلام به خاک سپرده شد.

## آثار
خوانساری آثاری در فقه، حدیث، اصول، کلام، رجال و فلسفه دارد، از جمله:
رسالة الذّبیحیه؛ نخستین اثر فقهی او دربارهٔ حکم ذبایح اهل کتاب است؛ که آن را به توصیهٔ استادش، صدر الدین عاملی تألیف کرد.
- «احکام الایمان»،[۳] رساله عملیه او به فارسی است که احکام عبادات تا آخر روزه را دربردارد. وی این رساله را به درخواست ناصرالدین شاه نوشت.
- «الرسالة العملیة»،[۴] شامل عبادات و معاملات است این اثر در ۱۳۱۰ ق و ۱۳۱۷ ق ضمن مجموعه‌ای با عنوان شش رساله چاپ شده است. در این مجموعه اثر کلامی مختصری به فارسی با نام اصول‌الدین و رساله‌های فارسی صِیغ العُقود، «صوم»[۵] و مناسک حج نیز چاپ شده است.

حاشیه بر ریاض المسائل
شرح الدرة النجفیة محمد مهدی بحرالعلوم.
خوانساری در جوانی برخی ابواب اصول فقه مانند اصل برائت، استصحاب، اجماع منقول و شهرت را به نظم درآورده که به نام «منظومة لطیفة فی تحقیق المطالب الاصولیة» منتشر شده‌است.
الاستصحاب
حاشیه بر معالم الدین حسن بن زین الدین عاملی
شرح زبدة الاصول شیخ بهائی.
مبانی الاصول؛ مهمترین کتاب اصولی. به نظر او بسیاری از مباحث اصول در منابع اصولی، طولانی و بی‌فایده بود، از این رو در صدد برآمد اثری فشرده و جامع دربارهٔ اصول اجتهادی و اصول عملی بنگارد.
اصول آل الرسول در آن مجموعه‌ای از احادیث امامان شیعه را دربارهٔ قواعد فقهی و اصول فقه گرد آورده و به ترتیب مباحث اصولی تنظیم کرده است. شیخ انصاری اتمام این کتاب را به وی توصیه کرده بود.
از آثار مهم خوانساری در باب حدیث و رجال، رساله‌ای دربارهٔ اعتبار کتاب فقه الرضا منسوب به امام رضا است. سید هاشم در این رساله صحت انتساب را به امام رضا (ع) نپذیرفته است.
اثر رجالی دیگر خوانساری دربارهٔ اعتبار و وثاقت ابو بصیر مرادی است، او ابتدا احادیث دال بر عدم وثاقت ابوبصیر را نقل کرده و سپس به پاسخگویی و دفاع از وثاقت وی پرداخته‌است.
مجمع الفوائد و مخزن الفرائد تعدادی از آثار خوانساری از جمله کتاب مبانی الاصول و برخی رساله‌های یاد شده، در این مجموعه و در تهران ۱۳۱۷ق چاپ سنگی شده است.
حلّ العسیر فی حلّ العصیر
مجموعه مقالاتی با نام المقالات الطیفة فی مطالب المنیفة به مجمع الفوائد ضمیمه شده که حاوی مقالاتی دربارهٔ مسائل متفرقهٔ اصولی، فقهی، کلامی، حدیثی و رجالی است.
اربعون حدیثاً، دیگر اثر حدیثی خوانساری است که آن را تألیف و شرح کرده است و نسخه‌ای خطی از آن در کتابخانهٔ گلپایگانی در قم وجود دارد.
شرح مشیخة الفقیه
اجازاتی برای برخی علما از جمله میرزا ابوالهدی کلباسی
دو اثر رجالی الفوائد الرجالیة و الفلاحة که دومی خلاصهٔ دو کتاب نفائس الفنون و ازهار الجنان است.
میزان الانساب، خوانساری در ۱۲۹۹ آن را در شرح حال امامزاده‌های معتبر در اصفهان نگاشت و در سال ۱۳۳۲ش در قم با مقدمه و حواشی احمد روضاتی به چاپ رسید.
حاشیه بر الاسفار الاربعة صدرالدین شیرازی که با نام تنبیه الحکماء الابرار شناخته می‌شود.

## فرزندان
سید جمال الدین، فرزند و شاگرد سید هاشم بود و از او اجازه اجتهاد گرفت. او چند رساله دربارۀ فقه و اصول تألیف کرد و در ۱۳۳۹ق درگذشت.